# Chagrin d'école
Chagrin d'école est un livre tenant de l'essai publié par Daniel Pennac le 11 octobre 2007 aux éditions Gallimard et ayant reçu le prix Renaudot la même année. Il parle des mauvais élèves en puisant dans les souvenirs de sa propre scolarité tourmentée.

## Résumé de l'éditeur
Chagrin d'école, dans la lignée de Comme un roman, aborde la question de l'école du point de vue de l'élève, et en l'occurrence du mauvais élève. Daniel Pennac, ancien cancre lui-même, étudie cette figure du folklore populaire en lui donnant ses lettres de noblesse, en lui restituant aussi son poids d'angoisse et de douleur. Le livre mêle les souvenirs autobiographiques et les réflexions sur la pédagogie, sur les dysfonctionnements de l'institution scolaire, sur le rôle des parents et de la famille, sur le jeunisme perturbateur, sur le rôle de la télévision et des modes de communication modernes, sur la soif de savoir et d'apprendre qui, contrairement aux idées reçues, anime les jeunes d'aujourd'hui comme ceux d'hier.

## Élaboration du livre
Daniel Pennac passe quatre ans à préparer et à écrire Chagrin d'école. Dans ce but, il replonge dans ses archives familiales (correspondance, bulletins scolaires...).

## Analyse
Chagrin d'école est un essai mâtiné d'autobiographie sur le parcours psychologique d'un cancre dans le système scolaire, en plus de plusieurs réflexions et anecdotes sur le propre parcours de l'auteur qui était lui-même un très mauvais élève. Il décrit l'importance du regard du professeur sur l'élève, l'impact sur les domaines qu'un individu va développer ou au contraire abandonner. Les verbatims illustrent fréquemment les effets apparemment inoffensifs du vocabulaire utilisé par les parents, les éducateurs; les petites phrases de sa mère qui montrent le regard porté sur son fils, notamment lorsqu'elle l'interroge sur sa capacité à réussir dans la vie, alors que Daniel est devenu un personnage important de l'éducation.
Ce livre présente également le constat d'un écart entre deux mondes: celui des élèves et celui des professeurs, qui pour l'auteur est un choc entre l'ignorance et la connaissance. Il nous donne une idée de ce qu'était Pennac durant son enfance. Ce livre ne raconte pas une histoire, c'est un enchaînement de souvenirs et de réflexions sur le cancre qu'il était, mais aussi sur ce qu'il est devenu, et comment il y est parvenu.

## Distinction et polémique
À la surprise générale, le livre reçoit le prix Renaudot, par 6 voix contre 5 face au grand favori, Un roi sans lendemain de Christophe Donner, au dixième tour de scrutin, où la voix du président du jury, Patrick Besson, compte double pour résoudre les blocages. Chagrin d'école n'est pas un roman et ne figurait pas sur la liste finale du prix,. 

## Éditions
- Chagrin d'école, éditions Gallimard, 2007,  (ISBN 2070769178)
  - enregistrement sonore, lu par Daniel Pennac, Lire dans le noir, 2008
  - éd. limitée avec inclus le documentaire Daniel Pennac : la métamorphose du crabe de Charles Castella, 2010